# Neoperla flavescens
Neoperla flavescens är en bäcksländeart som beskrevs av Chu 1929. Neoperla flavescens ingår i släktet Neoperla och familjen jättebäcksländor. Inga underarter finns listade i Catalogue of Life.